# Пакистан на зимних Олимпийских играх 2010
Пакистан на зимних Олимпийских играх 2010 был представлен одним спортсменом. Горнолыжник Мухаммад Аббас  квалифицировался для участия  гигантском слаломе. Он нёс флаг своей страны на церемонии открытия Игр в Ванкувере.

## Результаты соревнований

### Горнолыжный спорт
Мужчины
| Соревнование  | Спортсмены     | 1 спуск | 2 спуск | Всего   | Место |
| ------------- | -------------- | ------- | ------- | ------- | ----- |
| Слалом-гигант | Мухаммад Аббас | 1:38,27 | 1:42,31 | 3:20,58 | 79    |